# 2011年夏季世界大学生运动会德国代表团

德国代表团旗帜

2011年夏季世界大学生运动会德国代表团运动员一共149人。

## 奖牌榜
| 名次 | 代表团 | 金牌 | 银牌 | 铜牌 | 总数 |
| ---- | ------ | ---- | ---- | ---- | ---- |
| 21   | 德国   | 2    | 6    | 6    | 14   |

## 奖牌获得者

### 金牌
1. 射击-女子飞碟多向75靶个人赛：贝克曼
2. 沙滩排球-女子：博格/比特

### 银牌
1. 公开水域女子10公里：雷切尔特
2. 柔道-女子70公斤级：瓦加斯-科赫
3. 自行车-男子50公里团体计时赛
4. -女子铅球：克里伯格
5. 帆船-男子激光级：马尔特
6. 飞碟-男子飞碟双向125靶个人赛：拉尔夫-布赫海姆

### 铜牌
1. 柔道-女子57公斤级：布吕克
2. 女子跳远：鲍斯奇克
3. 射击-女子10米气步枪个人赛：费利克斯
4. 跆拳道-品势混合团体赛
5. 自行车-女子30公里团体计时赛
6. 碟-男子飞碟双向125靶个人赛：戈尔登